# Покоть (річка)
Покоть (біл. Покаць) — річка в Краснопільському районі Могильовської області і Чечерському районі Гомельської області, ліва притока річки Сож (басейн Дніпра). Довжина 76 км. Площа водозбору 504 км². Середньорічна витрата води в гирлі 2,9 м³/с. Середній нахил водної поверхні 0,6 ‰.
Починається на західній околиці містечка Неумісний Краснопільського району, гирло за 1 км на північний захід від села Петропілля Вітківського району. Тече по Чечерській рівнині.
Основна притока — струмок Покатка.
Долина на великому протязі добре розроблена, трапецієподібна (ширина 0,5—1,5 км), у верхній течії нечітка, в низькій зливається із заплавою Сожу. Схили помірно круті, місцями круті, висотою 15—20 м, в середній течії відкриті. Заплава двостороння, ширина її в середній і низькій течії 0,3—0,5 км, в гирловій частині 1—1,3 км. Русло каналізоване в Чечерському районі протягом 3,3 км, на іншому протязі меандрує, дуже звивисте, особливо в середній течії. Ширина річки в межень 0,5—2,5 м у верхній течії, 10—12 м в середній і нижній. Береги переважно круті, нижче села Покать Чечерського району місцями обривисті, у верхній течії низькі, заболочені.
Найвищий рівень повені на початку квітня, середня висота над меженним рівнем у низькій течії 2,8 м. Замерзає в 1-й декаді грудня, Криголам на початку 3-ї декади березня. Річка приймає стік з ряду меліоративних каналів.